# Paramonohystera canicula
Paramonohystera canicula är en rundmaskart som beskrevs av Christian Wieser och Stephen Donald Hopper 1967. Paramonohystera canicula ingår i släktet Paramonohystera och familjen Monhysteridae. Inga underarter finns listade i Catalogue of Life.